# FC Lujs-Ararat Jerevan
Football Club Lujs-Ararat Jerevan (arménsky: Ֆուտբոլային Ակումբ „Լույս-Արարատ“ Երևան) byl arménský fotbalový klub sídlící ve městě Jerevan. Klub zanikl v roce 1994.

## Umístění v jednotlivých sezonách
Zdroj:
Legenda: Z – zápasy, V – výhry, R – remízy, P – porážky, VG – vstřelené góly, OG – obdržené góly, +/- – rozdíl skóre, B – body, červené podbarvení – sestup, zelené podbarvení – postup, fialové podbarvení – reorganizace, změna skupiny či soutěže
| Arménie (1992 – 1993) |                       |        |    |    |   |    |    |    |     |    |        |
| Sezóny                | Liga                  | Úroveň | Z  | V  | R | P  | VG | OG | +/- | B  | Pozice |
| 1992                  | Aradżin chumb         | 2      | 26 | 17 | 4 | 5  | 61 | 25 | +36 | 38 | 7.     |
| 1993                  | Aradżin chumb – sk. B | 2      | 20 | 6  | 4 | 10 | 33 | 32 | +1  | 16 | 9.     |